# Montserrat Ribé i Parellada
Montserrat Ribé Parellada  (Barcelona, 1972) és maquilladora de cinema. Dissenyadora, escultora i creadora d'efectes especials de maquillatge, formada en l'acadèmia Screaming. És copropietària de DDT Efectes Especials des de 1997. És una de les 115 persones convidada a unir-se a l'Acadèmia de les Arts i les Ciències Cinematogràfiques en 2007. És vicepresidenta (2010) i fundadora de l'Acadèmia del Cinema Català, va disenyar, juntament amb David Martí, el guardó dels Premis Gaudí.

## Filmografia
- Atolladero. Dirigida per Oscar Aíbar. Productora: Fdg Prods (1994)
- Aftermath/ curt. Dirigida per Nacho Cerdá. Productora: Waken Prods (1995)
- Doctor Curry. Curt. Dirigida per David Alcalde. Productora: Waken Prods (1996)
- El viaje de Arian (Arian's travel). Dirigida per Eduard Bosch. Productora: Montjuic Entertainment (1997)
- Els sense nom. Dirigida per Jaume Balagueró. Productora: J .Ginard Producciones. 1998
- La comunidad (The Comunity). Dirigida per Álex de la Iglesia. Productora: LolaFilms. 1999-2000
- El corazón del guerrero (The heart of the warrior). Dirigida per Daniel Monzón. Productora: Tornasol Films. 1999
- La mujer más fea del mundo (The ugliest woman in the world). Dirigida per Miguel Bardem. Productora: Aurum Producciones. 1999
- Desaliñada /curt. Dirigida per Gustavo Salmerón. Productora: Sueños Despiertos. 2000
- Torrente 2 . Dirigida per Santiago Segura. Productora: Amiguetes Entertainment. 2000
- Lucia y el sexo . Dirigida per Julio Médem. Productora: Alicia Produce. 2000
- El espinazo del diablo (Devil's Backbone). Dirigida per Guillermo del Toro. Productora: El Deseo s.a./Almodóvar. 2000
- Arachnid. Dirigida per Jack Sholder. Productora: Fantastic Factory/Filmax. 2000
- Guerreros. Dirigida per Daniel Calparsoro. Productora: Sogecine. 2001
- Piedras. Dirigida per Ramón Salazar. Prod. :Alquimia. 2001
- Darkness. Dirigida per Jaume Balagueró. Productora: Fantastic Factory/Filmax. 2001
- Fausto v5.0. Dirigida per Isidro Ortiz/La fura deIs Baus. Productora: Fausto Producciones 2001
- Second name. Dirigida per Paco Plaza. Productora: Filmax. 2002
- El alquimista impaciente. Dirigida per Patricia Ferreira. Productora: Tornasol. 2002
- Hable con ella . Dirigida per Pedro Almodovar. Productora: El Deseo S.A. 2002
- Hellboy. Dir: Guillermo del Toro. Productora: Revolution Studios 2003-04
- Mar adentro . Dirigida per Alejandro Amenabar. Productora: Sogecine. 2003
- Torapia. Dirigida per Karra Elejalde. Productora: Media Producción. 2003
- Hipnos. Dirigida per David carreras. Productora: Deaplaneta. 2003
- La mala educación  (The bad education). Dir. :Pedro Almodovar. Productora: El Deseo S.A. 2003
- Romasanta . Dirigida per Paco Plaza. Productora: Fantastic Factory/Filmax. 2003
- Buen viaje, excelencia . Dirigida per Albert Boadella. Productora: Lola films. 2003
- Palabras encadenadas. Dirigida per Laura Ma. Productora: Filmax 2003
- Somne. Dirigida per Isidro Ortíz. Productora: Lotus Films. 2004
- The Nun. (La monja) Dirigida per Luis de la Madrid. Productora: Filmax. 2004
- Fràgils. Dirigida per Jaume Balagueró. Productora: Filmax 2004
- Doom. Dirigida per Andrzej Bartkowiak. Productora: Universal/Stillking Films. 2004/5
- El camino de los ingleses. Dirigida per Antonio Banderas. 2005/6
- El laberinto del fauno. Dirigida per Guillermo del Toro. Productora: Anhelo Producciones. 2005/6
- The Kovax Box. Dirigida per Daniel Monzón. Productora: Filmax. 2005/6
- Mamba. Dirigida per Alvaro de Armíñán. 2006
- Retrun to House on Haunted Hill. Dirigida per Victor García. 2006
- L'orfenat. Dirigida per J.A.Bayona. Productora: Rodar y Rodar/Guillermo del Toro. 2006
- Totemwackers. Dirigida per Ibon Cormenzana. Productora: Arcadia Motion Pictures. 2006
- Manolete. Dirigida per Menno Meyjes. Productora: Iberoamericana Films. 2006
- Hellboy 2, The Golden Army. Dirigida per Guillermo del Toro. 2008
- Agora. Dirigida per Alejandro Amenábar. Prod: Mod Producciones 2008
- Paintball. Dirigida per Daniel Benmayor. Productora: Filmax 2008
- Forasters. Dirigida per Ventura Pons. Productora: Els Films de les Rambles, S.A. 2008
- Los abrazos rotos. Dirigida per Pedro Almodóvar. Prod: El Deseo S.A. 2008
- Los girasoles ciegos. Dirigida per José Luis Cuerda. Prod: Sogecine 2008
- Celda 211 (2009)

## Premis i nominacions

### Premis
- Oscar al millor maquillatge 2006 per El laberinto del fauno, juntament amb David Martí
- Premis Goya al millor maquillatge 2008 per por Fràgils
- Premis Goya al millor maquillatge 2008 per L'orfenat

### Nominacions
- BAFTA als millors efectes visuals per El laberinto del fauno (2006). Compartit amb: Edward Irastorza, Everett Burrell i David Martí